# 小行星1155
小行星1155（1155 Aenna）是一颗围绕太阳公转的小行星。1928年1月26日，卡爾·威廉·萊茵姆特在海德堡发现了此天体。
該小行星以《天文學通報》命名。
这颗小行星的绝对星等为195.6545730423115等。